# Cynthia A. Pratt
Pour les articles homonymes, voir Pratt.
Dame Cynthia A. Pratt, née le 5 novembre 1945 à New Providence, est une femme d'État et pasteur chrétienne évangélique bahaméenne. Elle est Premier ministre par intérim du 4 mai au 22 juin 2005 et gouverneur général depuis le 1er septembre 2023.

## Biographie

### Études et carrière
Cynthia A. Pratt naît le 5 novembre 1945. Fille de Herman Pratt et de Rose Moxey, elle poursuit sa scolarité à la Woodcock Primary School, à la Western Junior and Senior Schools, à la A.F. Adderley School puis à la C.H. Reeves School. Elle intègre ensuite l'école d'infirmière de l'hôpital Princesse-Margaret et obtient son diplôme d'infirmière en 1963. Elle passe quatorze ans en salle d'opération puis enseigne l'éducation physique au lycée C.C. Sweeting à partir de 1978, avant de partir étudier à l'étranger en 1980.
Pendant ses études à l'université Saint Augustine's, en Caroline du Nord, elle est l'entraîneur principal de l'équipe de softball. Elle obtient une licence en sciences de la santé et de l'éducation, avec une mineure en sociologie. En 1993, l'université lui décerne un doctorat honoris causa en lettres humaines. Elle préside pendant de nombreuses années la section des Bahamas de l'association des anciens élèves de l'université Saint Augustine's.
Après avoir obtenu son diplôme, Cynthia Pratt retourne enseigner au lycée C.C. Sweeting, puis passe à l'enseignement supérieur en devenant chargée de cours à temps partiel et directrice-adjointe des activités étudiantes à l'université des Bahamas.
Cynthia Pratt mène l'équipe nationale féminine de softball des Bahamas à une médaille de bronze aux Jeux mondiaux de 1981, à Santa Clara, en Californie. C'est au cours de ces jeux qu'elle reçoit le surnom de « Mother », qu'elle porte encore aujourd'hui. Elle est également membre des équipes nationales de basket-ball et de netball.

### Parcours politique
Après avoir pris sa retraite professionnelle, Cynthia A. Pratt se lance dans la politique. En 1997, elle devient membre du Parlement en représentation de la circonscription de St Cecilia. Elle occupe cette fonction pendant quinze ans.
Après la victoire du Parti libéral progressiste (PLP) aux élections législatives de 2002, elle devient la première femme vice-Premier ministre des Bahamas, fonction qu'elle exerce jusqu'en 2007. Elle remplace le Premier ministre Perry Christie à titre intérimaire du 4 mai au 22 juin 2005, quand celui-ci doit se retirer provisoirement pour des raisons médicales.
Cynthia Pratt est également la première femme à occuper le poste de ministre de la Sécurité nationale, entre 2002 et 2007,.
En août 2023, elle est nommée au poste de gouverneur général par le roi Charles III, sur proposition du gouvernement. Elle prend ses fonctions le 1er septembre suivant. Auparavant, Cynthia Pratt a été adjointe au gouverneur général des Bahamas à plusieurs reprises. Elle est reçue en audience par le roi Charles III au palais de Buckingham le 1er mai 2024.

### Ministère
En 2010, elle est ordonnée pasteur évangélique adjoint à l'Assemblée de prière et de louange de Nassau.

### Vie personnelle
Veuve de Joseph B. Pratt, elle a six enfants (dont un fils adoptif décédé).
Le 10 novembre 2017, elle sort sa biographie, An Ordinary Woman from the Heart of the Inner City, publiée par Scholar Books. L'éditeur Albert Cox indique lors du lancement que 35 000 exemplaires sont déjà vendus. Vernon Lynch, frère de l'acteur Eddie Murphy, annonce alors qu'il va adapter le livre de Cynthia A. Pratt à la télévision.

## Distinctions
Cynthia A. Pratt est titulaire des distinctions suivantes :
- compagnon de l'ordre de la Distinction (CD) le 10 juillet 2018[10] ;
- compagnon de l'ordre des Bahamas (CB) le 10 juillet 2023[11] ;
- membre de l'ordre de la Nation (ON) le 1er septembre 2023, jour de son investiture en qualité de gouverneur général des Bahamas[12] ;
- dame grand-croix de l'ordre de Saint-Michel et Saint-Georges (GCMG) le 11 décembre 2023[13].